# East Ham (London Underground)

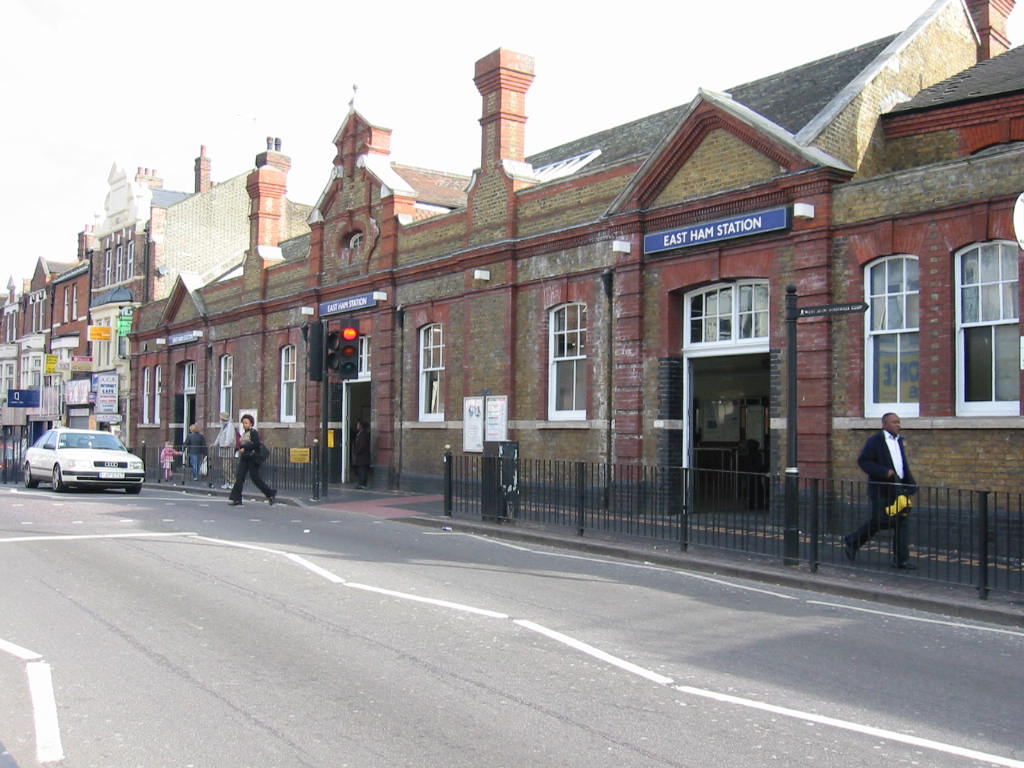
Stationsgebäude

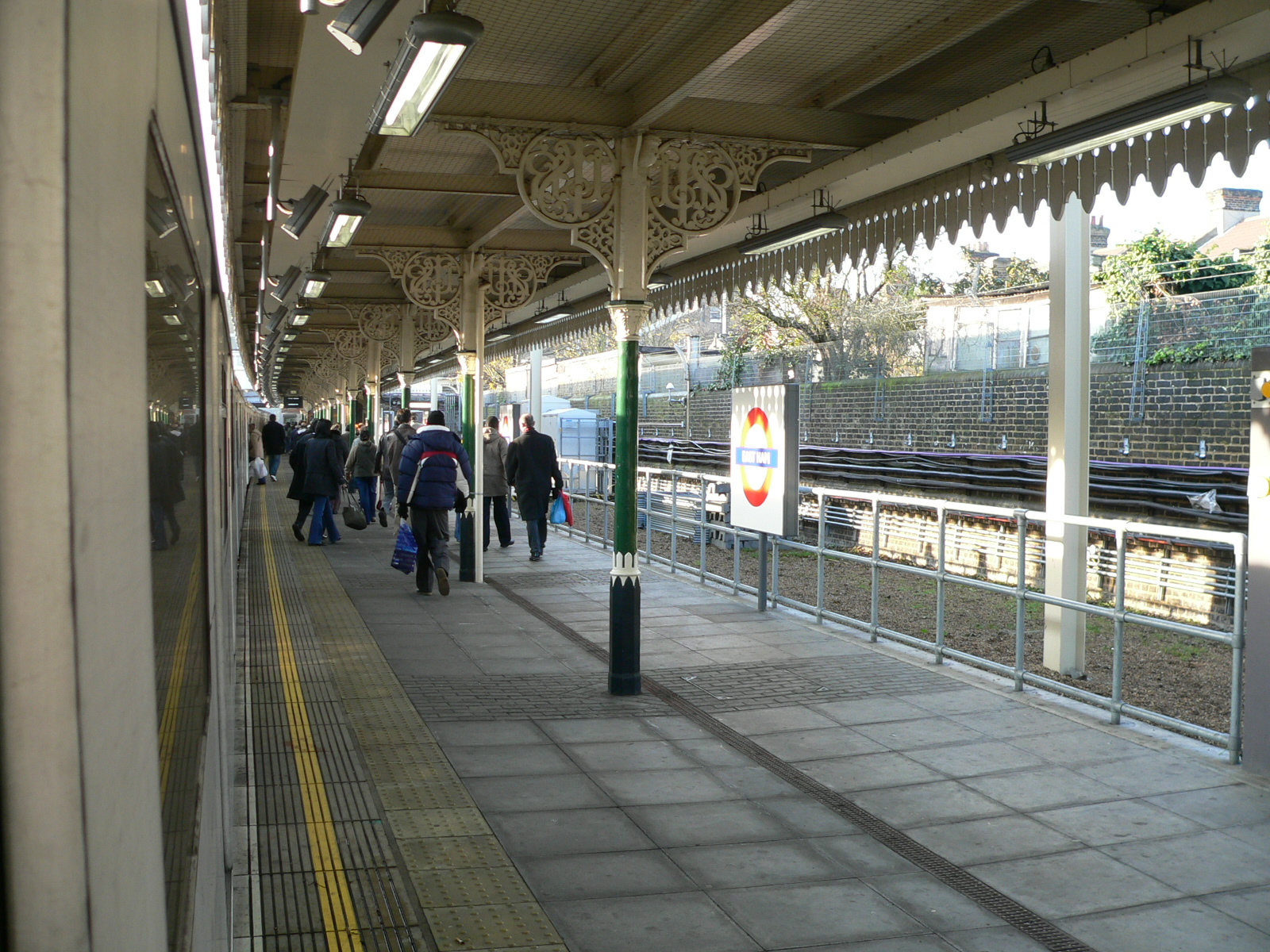
Bahnsteig

East Ham ist eine oberirdische Station der London Underground im Stadtbezirk London Borough of Newham. Sie liegt an der Grenze der Travelcard-Tarifzonen 3 und 4, an der High Street North. Im Jahr 2014 nutzten 14,82 Millionen Fahrgäste die Station.
Die Station besitzt einen Inselbahnsteig für Züge der District Line und der Hammersmith & City Line. Letztere verkehren jedoch nicht am frühen Morgen, späten Abend und an Sonntagen. Ein zweiter Bahnsteig war bis 1958 in Betrieb, bis hierhin fuhren einzelne Züge auf der Bahnstrecke Gospel Oak–Barking, die East Ham über eine mittlerweile abgebaute Verbindungskurve erreichten. Ein weiterer Bahnsteig befindet sich auf der Südseite an der parallel verlaufenden Eisenbahnlinie, die in den Südosten von Essex führt. Er wird jedoch ebenfalls nicht mehr genutzt, da die Züge der Bahngesellschaft c2c hier ohne Halt durchfahren. Das Stationsgebäude hat viel von seinem Erscheinungsbild des viktorianischen Zeitalters bewahren können und wurde 2005 restauriert. Es steht seit 1999 unter Denkmalschutz (Grade II).
Am 31. März 1858 eröffnete die London, Tilbury and Southend Railway (LT&SR) an dieser Stelle einen Bahnhof. Die District Line nahm ihren Betrieb am 2. Juni 1902 auf. Ab 30. September 1905 war East Ham temporäre Endstation, da die Strecke nach Barking noch nicht elektrifiziert war; dies war erst ab 1. April 1908 der Fall. Die Metropolitan Line bediente diese Station erstmals am 30. März 1936 (die Zweigstrecke in Richtung Barking wurde 1988 an die Hammersmith & City Line übertragen). 1962 hielt der letzte Zug der Eisenbahn.